# Себастьян-Вискаино
Себастьян-Вискаи́но (исп. El Vizcaíno) — залив Тихого океана и биосферный заповедник в Мексике, расположен в центральной части Калифорнийского полуострова. Заповедник создан в 1988 году; его площадь (25,5 тыс. км²) делает его крупнейшим резерватом в Латинской Америке. Назван в честь исследователя Себастьяна Вискаино.

## Достопримечательности
Заповедник включает целый ряд примечательных ландшафтов: в лагунах Охо-де-Льебре и Сан-Игнасио зимуют и размножаются несколько видов морских млекопитающих и водоплавающих птиц.
Впервые территория полуострова была заселена индейцами кочими более 11 тысяч лет назад. Пещеры в горах Сьерра-де-Сан-Франсиско, в которых они жили до сих пор несут следы их творчества. В эти места, расположенные на территории заповедника открыт доступ туристам.

## Фауна
Поскольку климат на территории заповедника пустынный (стык пустыни Сонора и Нижнекалифорнийской пустыни), фауна содержит множество животных с ночным образом жизни: койоты, различные грызуны, зайцы. Из выделяющихся млекопитающих — эндемичный подвид Antilocapra americana peninsularis вилорога, встречаются пустынный толсторог и чернохвостый олень. Среди птиц — скопы, баклановые, цаплевые, чайковые. В морских водоёмах заповедника обитают серые киты, обыкновенные тюлени, калифорнийские морские львы, северные морские слоны и синие киты. В лагунах отмечены представители четырёх исчезающих видов морских черепах.